# Mafate
Mafate est l'un des trois grands cirques naturels du massif du Piton des Neiges, sur l'île de La Réunion. Ce cirque a été formé par la combinaison d'effondrements tectoniques et d'une forte érosion torrentielle, créant un relief particulièrement escarpé et chaotique et constituant le bassin versant de la rivière des Galets.
Le cirque de Mafate est à cheval sur les territoires des communes de Saint-Paul et de La Possession. Quelques centaines d'habitants, les Mafatais, occupent et cultivent divers replats, appelés « îlets ».
Mafate est situé dans la zone centrale du parc national de La Réunion, créé en 2007, les îlets faisant partie du « Cœur habité » de ce même parc. Il est également inclus dans le bien classé depuis 2010 au patrimoine mondial de l'humanité par l'UNESCO des pitons, cirques et remparts de l'île de La Réunion.
Aucune route ne dessert l'intérieur du cirque : l'accès n'est donc possible que par les sentiers, à pied, ou par les airs, en hélicoptère. C'est un haut-lieu du tourisme de randonnée à La Réunion.

## Toponymie

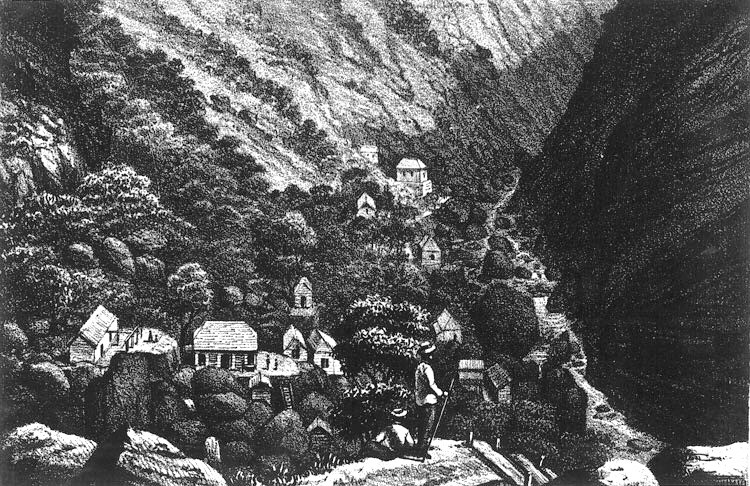
L'îlet de Mafate (aujourd'hui disparu), où se trouvait un établissement thermal, a donné son nom à l'ensemble du cirque.
Lithographie de 1870 d'Antoine Roussin (1819-1894), parue dans lAlbum de l'île de La Réunion.

Mafate est à rapprocher de l'adjectif malgache mahafaty qui signifie « mortel, mortifère, qui tue » et qui pourrait s'appliquer directement à la dangerosité des lieux. 
Mais ce sont les récits rapportés de la tradition orale, romancés et publiés par le poète Eugène Dayot à partir de 1848, qui ont popularisé le nom de Mafate, chef marron et vieux sorcier des eaux puantes, épris de liberté et de pacifisme. Celui-ci aurait tenu son camp dans le fond de la rivière des Galets près d'une source thermale qui fut identifiée par l'expression Ran mafac pour signifier « eau puante ». Le chasseur d'esclaves François Mussard rapporte en effet qu'il a tué un certain Maffack au pied du Bronchard en septembre 1751. Sur un plan de 1834, parmi les affluents de la rivière des Galets, figure bien un « bras de Mafaque ». Quant au site de la source, on y a implanté à partir de 1853 sous l'impulsion du gouverneur Henri Hubert-Delisle une station thermale autour de laquelle s'est développé l'îlet de Mafate qui donnera ensuite son nom à l'ensemble du cirque.
Celui-ci, auparavant appelé cirque de la Rivière des Galets, voire cirque d'Aurère, n'acquiert ainsi qu'à la fin du XIXe siècle le nom actuel de cirque de Mafate qui apparait pour la première fois sur une carte des Eaux et forêts en 1878.

## Topographie

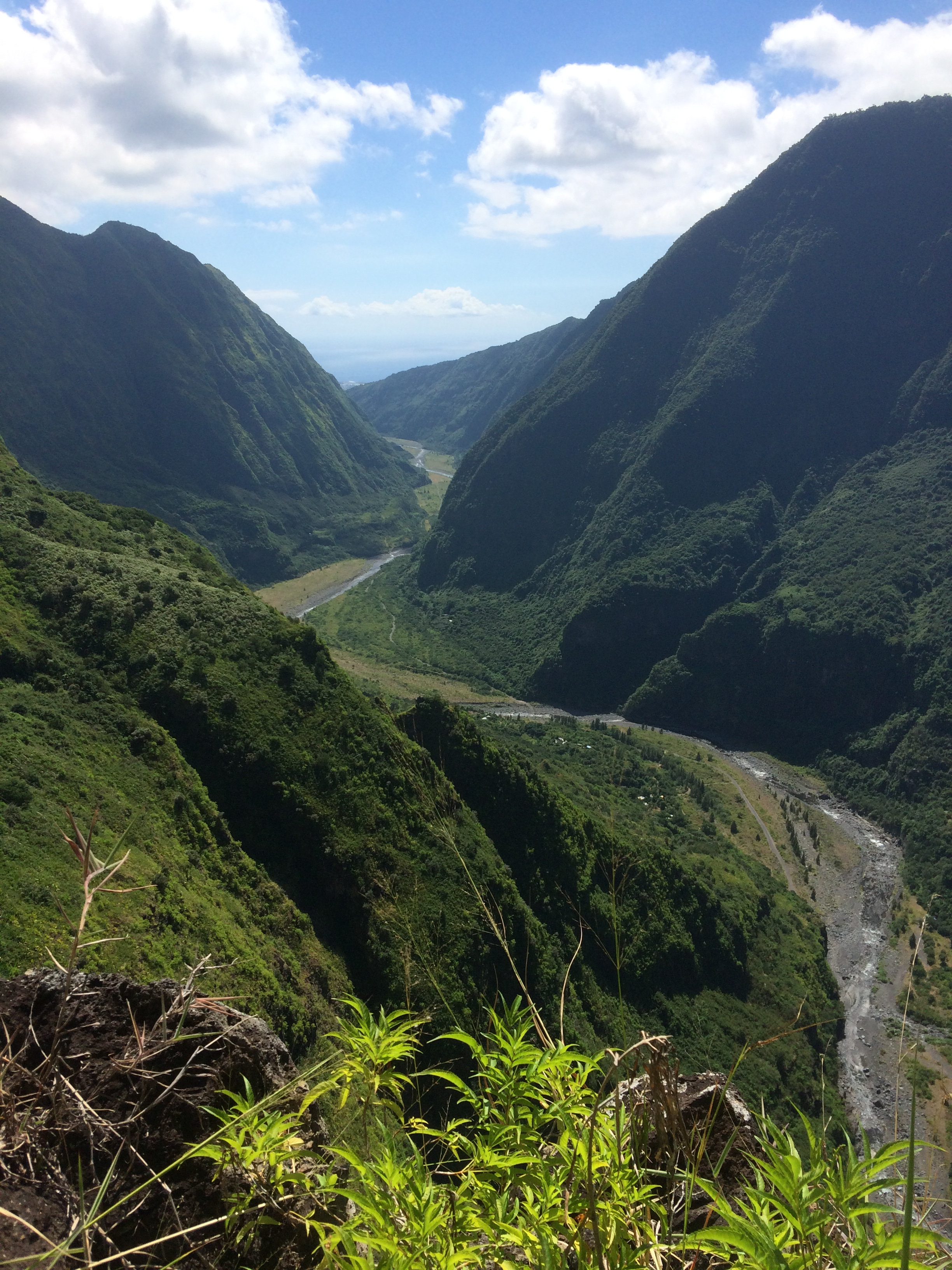
La rivière des Galets sort du cirque de Mafate par un long défilé au balcon duquel est accrochée la canalisation des Orangers.

Le cirque de Mafate a grossièrement la forme d'un ovale qui s'étire sur 14 km selon l'axe nord-sud pour une largeur est-ouest d'environ 7 km. La rivière des Galets en sort au nord-ouest par un défilé de plus de 7 km.
Il est cloisonné en trois compartiments principaux séparés par deux crêtes infranchissables. La crête de la Marianne isole au nord-est la vallée inhabitée et longiligne du bras de Sainte-Suzanne. Celle des Calumets, qui court du Morne de Fourche au piton des Calumets, sépare la partie basse du cirque (côté Aurère), très entaillée, de la partie haute (côté La Nouvelle), aux plus larges replats.

## Origine géologique

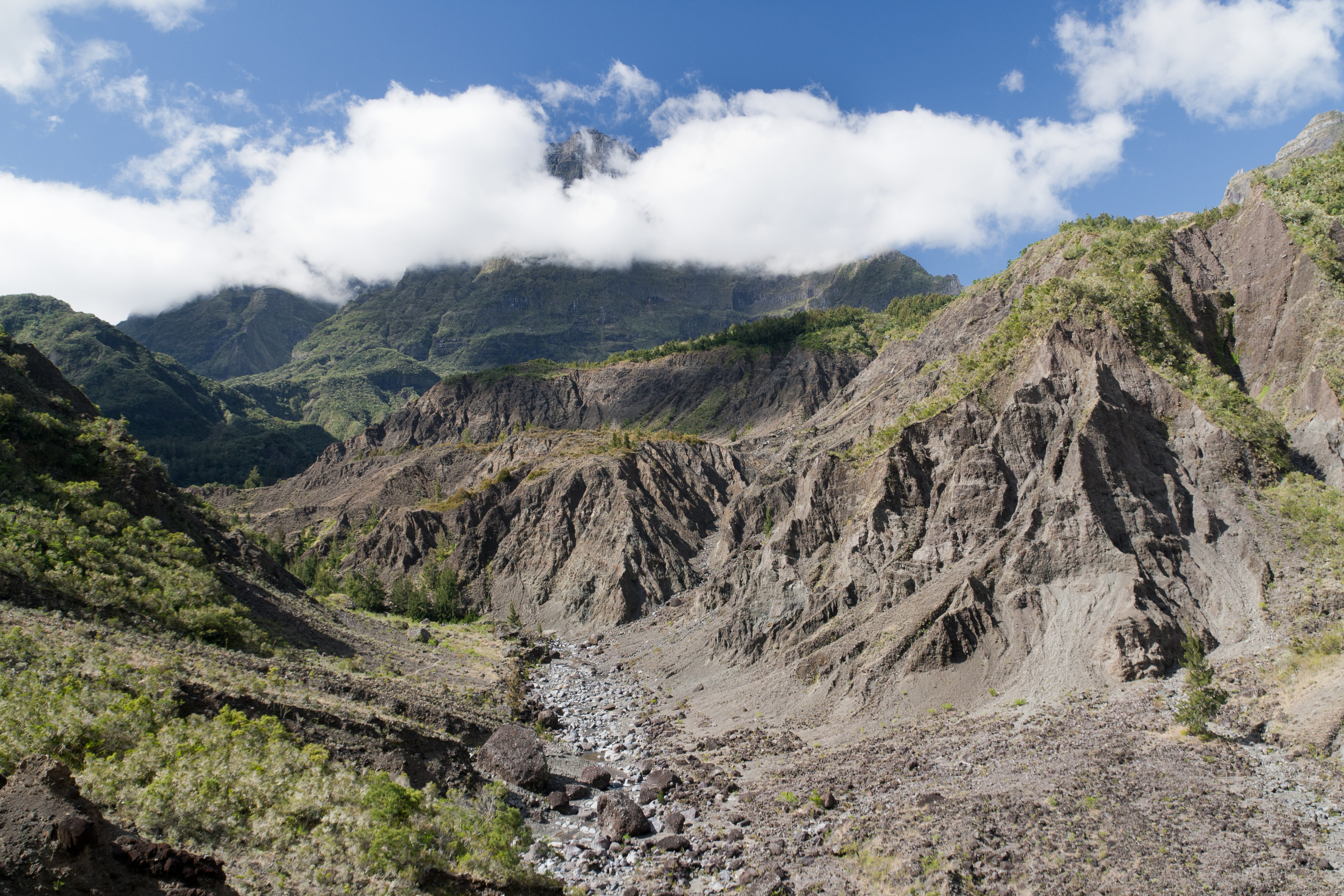
Tout au long de la rivière des Galets, l'intensité de l'érosion est manifeste : les éboulements et les ravinements sont fréquents et clairement visibles dans le paysage.

La formation du cirque de Mafate, comme celle des deux autres cirques actuels du piton des Neiges, Cilaos et Salazie, est attribuable à des phénomènes gravitaires. Les avalanches de débris, ces déstabilisations subites et massives des flancs d'un volcan, ont notamment joué un rôle important dans le creusement du cirque. Elles ont été complétées par d'autres types plus classiques d'érosion, celle-ci étant particulièrement active à La Réunion en raison du régime de pluies cycloniques et du manque de cohésion des dépôts d'avalanches. Les géologues ont longtemps pensé que des caldeiras avaient été à l'origine des cirques : les analyses stratigraphiques démontrent que ce n'est pas le cas.

## Accès et points de vue

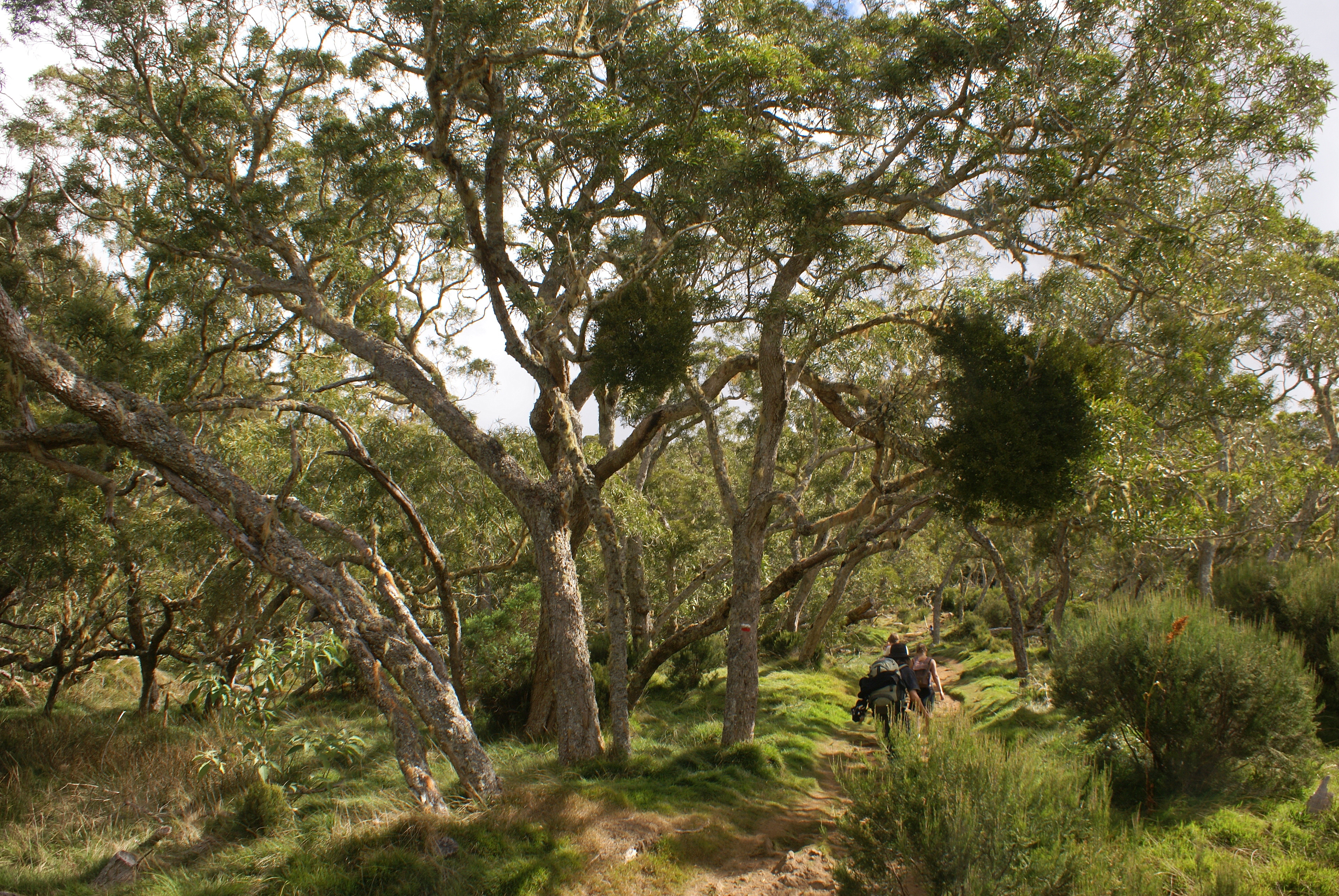
Depuis le col de Fourche, le sentier de grande randonnée GR R1 conduit à l'îlet de la Nouvelle en passant sous les frondaisons de la plaine des Tamarins.

En raison du relief escarpé et tourmenté, les points d'entrée dans le cirque de Mafate sont limités. Il est ainsi possible d'y accéder à pied :
- depuis le cirque de Cilaos, par le col du Taïbit vers Marla ;
- depuis le cirque de Salazie par le col des Bœufs, le col de Fourche vers La Nouvelle ou Marla, ou par Bord Martin vers Aurère ou Malheur ;
- depuis la côte ouest, par le lit de la Rivière des Galets ou par Dos d'Âne vers Deux Bras, par les Hauts de Sans Souci et la canalisation des Orangers vers les Orangers ou les Lataniers ;
- depuis le Maïdo, par le sentier du Ti Col et de la Brèche, vers Roche Plate ou les Orangers.

Les bords des remparts extérieurs offrent de magnifiques vues plongeantes sur le cirque pourvu que celui-ci ne soit pas couvert de nuages, ce qui arrive fréquemment dès le courant de la matinée. Quelques points de vue aménagés sont accessibles à peu de distance des routes carrossables :
- au Maïdo ;
- au col des Bœufs ;
- au Cap Noir (près du village de Dos d'Âne).

Pour les randonneurs, l'atteinte du sommet de la Roche Écrite dans les Hauts de Saint-Denis offre une vue conjointe sur les cirques de Mafate et de Salazie, tandis que le Grand Bénare domine à la fois Mafate et Cilaos.

## Occupation humaine

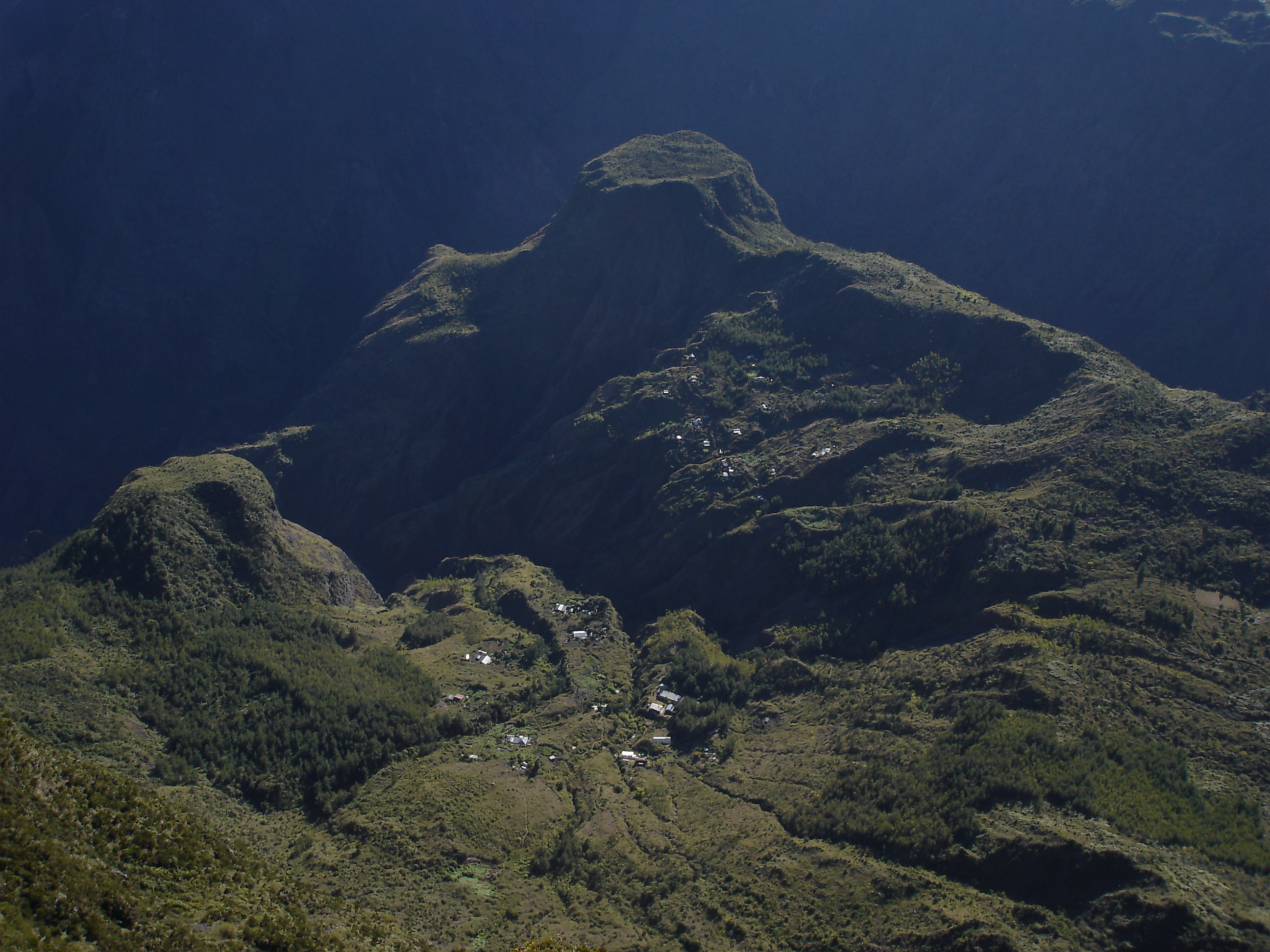
Du belvédère du Maïdo, la vue surplombe l'îlet de Roche Plate 1100 m plus bas et le caractéristique piton Bronchard au sommet plat.

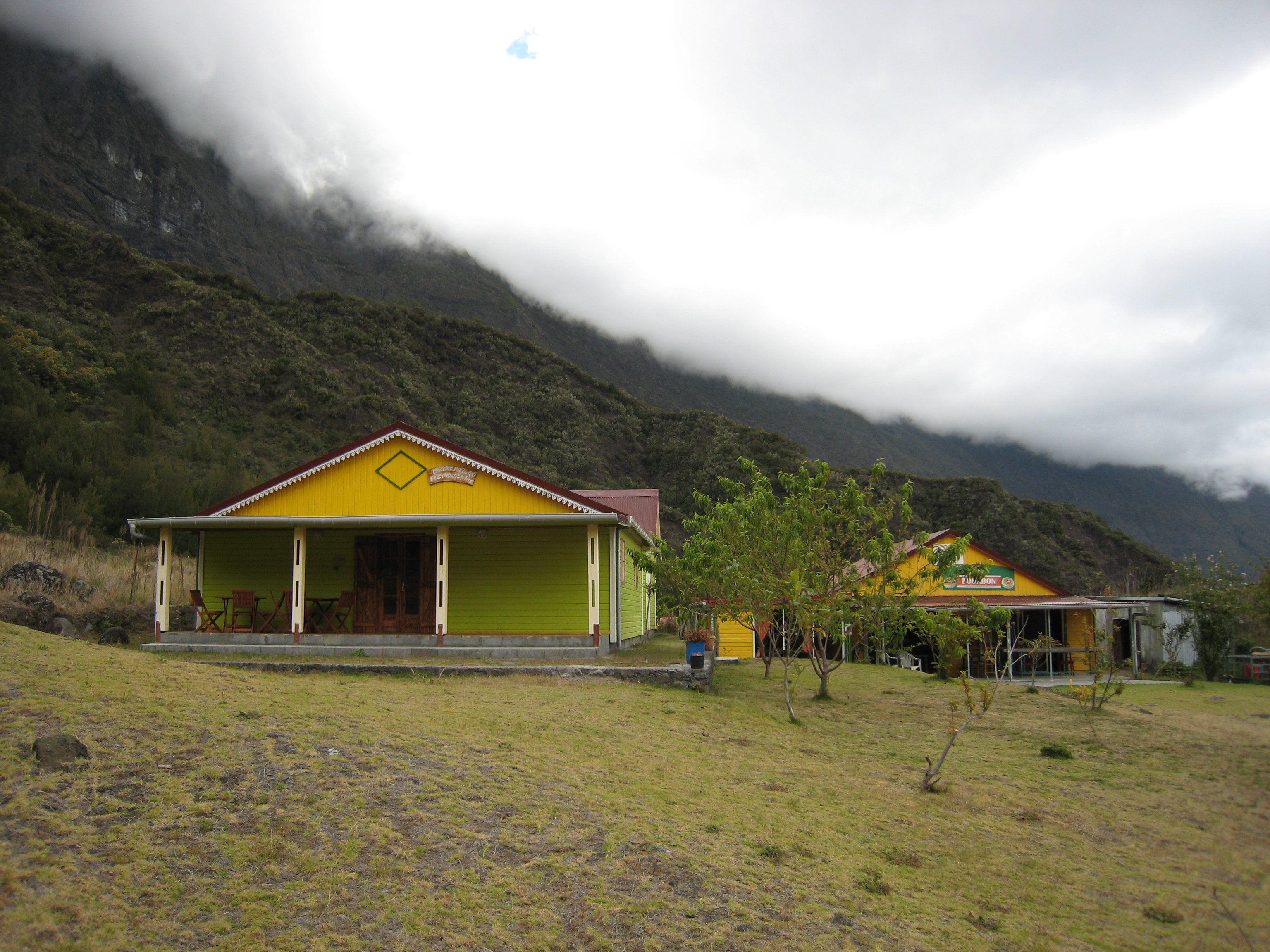
À l'îlet de Marla, l'épicier local propose à la fois le ravitaillement et le gîte.

L'occupation humaine du cirque a débuté avec le marronnage et les camps établis par des esclaves en fuite. L'habitat actuel est réparti sur plusieurs îlets avec des constructions, appelées cases, parfois groupées comme à Cayenne ou aux Lataniers, ou plutôt dispersées comme à Grand Place.
Les principaux îlets sont :
- sur la rive droite de la rivière des Galets (commune de la Possession), du nord au sud : Aurère, îlet à Malheur, Îlet à Bourse, Cayenne, Grand Place, La Nouvelle ;
- sur la rive gauche (commune de Saint-Paul) : Les Lataniers, Les Orangers, Roche Plate, Marla.

Il existe quelques îlets secondaires, « satellites » des dix principaux, comme l'îlet Cerneau près de la Nouvelle, ainsi que quelques habitations isolées comme à la plaine aux Sables. Enfin, certains îlets ont disparu comme celui de Mafate-les-Eaux, abandonné après l'éboulement de 1913 qui détruisit la source thermale, ou comme l'îlet à Cordes, trop isolé et difficile d'accès.
L'isolement de Mafate, loin des voies de communication routière, impose un mode de vie et une organisation spécifiques.
Ainsi, le ravitaillement qui était autrefois porté à dos ou sur la tête par les hommes et les femmes ou qui était acheminé avec des bœufs (comme en témoignent plusieurs toponymes, tel le col des Bœufs), est désormais assuré par des rotations d'hélicoptères. Une compagnie d'hélicoptères s'est même créée à l'intérieur du cirque. Dans chaque îlet, une ou plusieurs plates-formes sont éventuellement dédiées aux atterrissages, dans l'attente de création d'hélistations. Les secours et un service médical périodique sont également assurés par voie aérienne. Il en est de même pour l'évacuation des déchets. En revanche, les tournées des facteurs de Mafate pour la distribution du courrier sont toujours effectuées à pied. Yvrin Pausé (1928-2019), dont la statue a été mise en place au village de Grand Place, a parcouru 252 000 km durant sa carrière de facteur de Mafate, soit plus de six fois le tour de la Terre.
La scolarité est assurée jusqu’à la fin du primaire, en général en classe unique. En 2016, Mafate comptait huit écoles : trois à Saint-Paul (Orangers, Roche Plate et Marla) et cinq à la Possession (Aurère, îlet à Malheur, îlet à Bourse, Grand Place et la Nouvelle). Les collégiens doivent ensuite rejoindre les établissements de la côte à Saint-Paul ou à la Possession et ils sont hébergés dans des familles d'accueil.
Aucun réseau filaire ne parcourt l'intérieur du cirque. Pour l'électricité, les habitants disposent d'installations photovoltaïques individuelles, complétées, pour pallier les déficits d'ensoleillement lorsque le temps est nuageux, par des groupes électrogènes. Ces systèmes produisent assez d’électricité pour faire fonctionner des éclairages en ampoules basse consommation et quelques appareils électroménagers. L’énergie solaire permet également la production d’eau chaude grâce à des chauffe-eau solaires. Les télécommunications (téléphone, télévision, radio et communications sécurisées) dépendent des antennes positionnées sur le site surplombant du Maïdo. La réception de téléphonie mobile GSM est de qualité moyenne à assez bonne.
L'eau est captée à diverses sources et torrents pour, via des réseaux assez sommaires et des citernes de stockage, alimenter les îlets qui disposent ainsi généralement de l'eau courante dans chaque case.
L'économie repose en partie sur la consommation des fruits et des légumes, des porcs et des volailles produits sur place et surtout sur le tourisme et l'accueil des randonneurs. On recense ainsi près d'une cinquantaine de gîtes d’étapes dans l'ensemble du cirque.

## Biodiversité

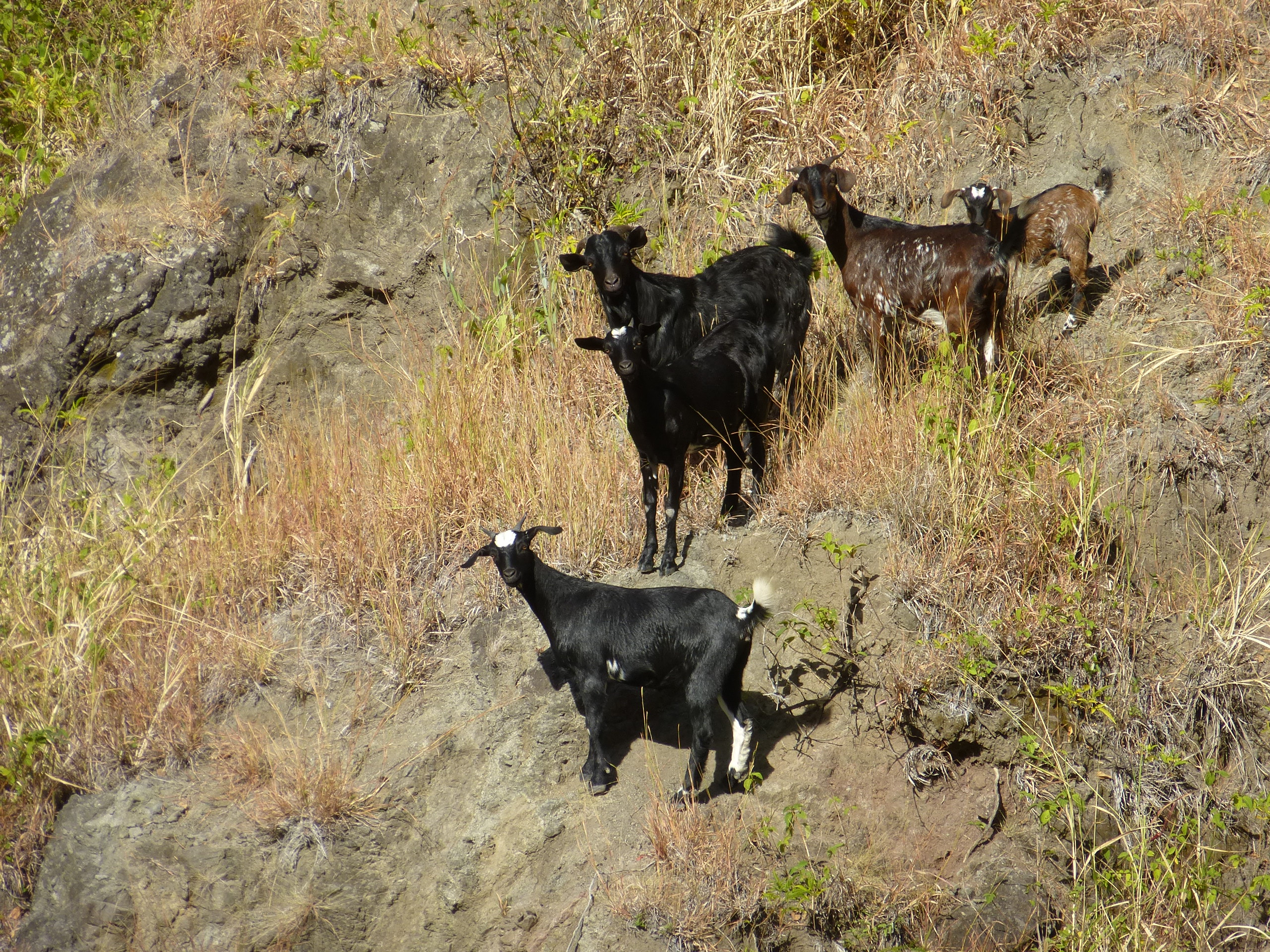
Faute de grands mammifères indigènes, on croise parfois, au hasard d'un chemin, une troupe de chèvres retournées à l'état sauvage.

S'étageant entre 250 m à la confluence de Deux-Bras et 3 019 m au sommet du Gros Morne, le cirque de Mafate présente toute la variation des habitats avec l'altitude.
Le défrichement et la mise en culture des îlets, le pâturage divagant des bovins et des caprins, les reboisements forestiers en filaos, cryptomérias ou autres essences exogènes, les incendies, la recolonisation des terrains éboulés par des espèces exotiques envahissantes opportunistes, etc. ont largement perturbé et réduit les habitats naturels d'origine. La végétation indigène est cependant encore significativement présente dans tous les étages.
Dans les parties basses du cirque, même si les gros et vieux individus ont disparu, exploités pour la menuiserie, le bois d'olive noir (Olea europaea subsp. cuspidata), une sous-espèce sauvage de l'olivier, continue à signer de sa présence régulière les espaces secs et ouverts et se couvre à la fin de l'été austral de petites olives noires de la taille d'une myrtille. Ici et là, certaines espèces rares trouvent à Mafate leurs derniers ou leurs meilleurs refuges, comme l'orchidée terrestre Eulophia borbonica, décrite seulement en 2002 et connue uniquement dans le cirque ou comme l'élégant bois de clochette (Trochetia granulata).
En dehors des petits oiseaux forestiers, la faune est assez discrète. Mafate est néanmoins connu pour ses « cabris marrons », des chèvres retournées à l'état sauvage depuis des générations, qui parcourent en petites bandes les vires des remparts et des escarpements. Les falaises du Gros Morne hébergent également des colonies de pétrels de Barau, oiseaux marins qui rejoignent l'océan par le corridor de la rivière des Galets.

## Équipements

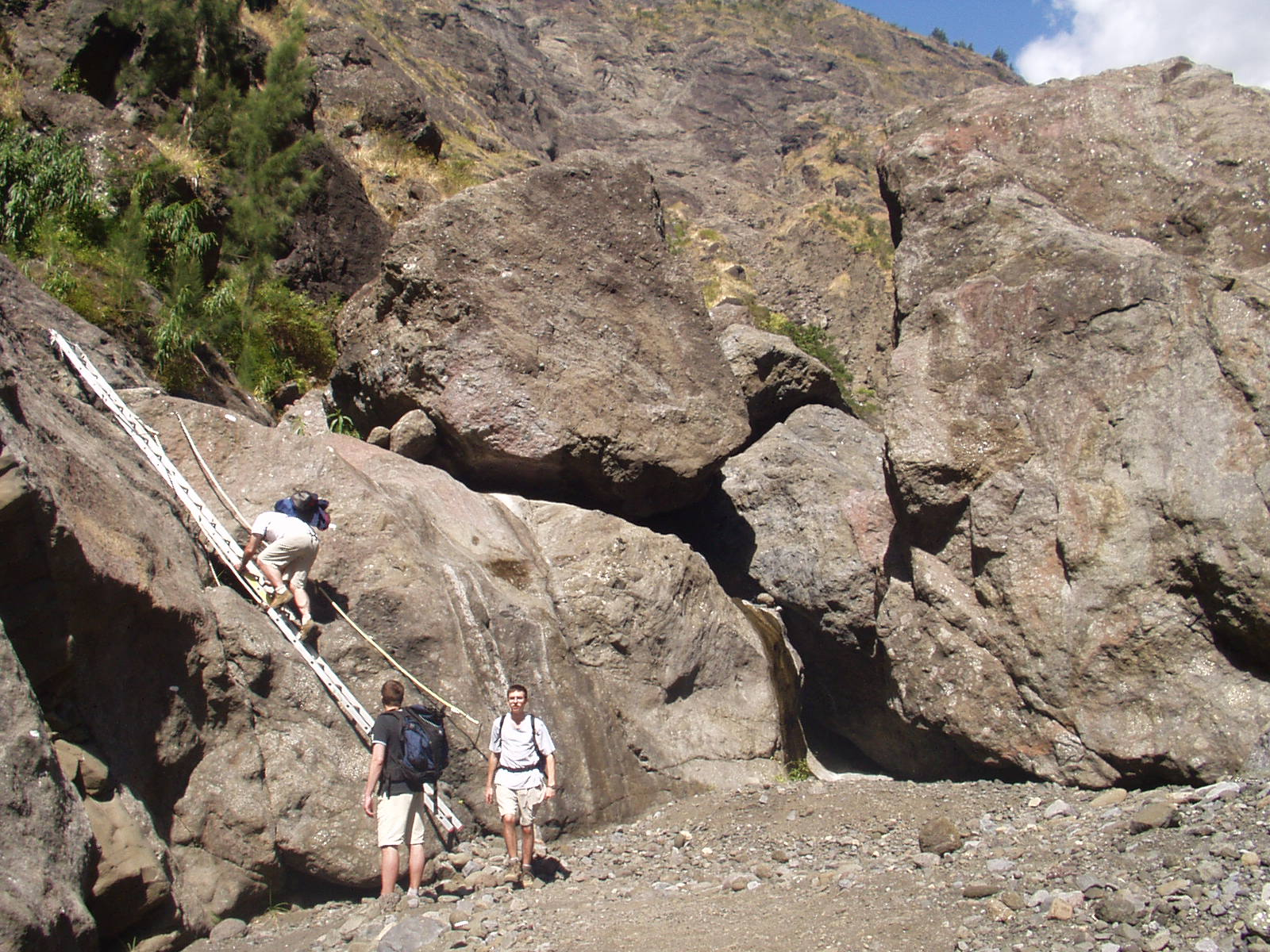
Pour franchir un passage difficile dans le fond de la rivière des Galets, ce sentier est équipé d'une échelle métallique scellée dans la roche.

En l'absence  de desserte routière, le cirque est quasiment exempt d'ouvrages d'infrastructure tout autant que d'installations industrielles. 
Quelques ouvrages d'art, petites passerelles, soutènements, emmarchements et courts tunnels, équipent les sentiers de randonnée dont l'entretien est financé par le département de la Réunion et réalisé par l’Office national des forêts.
Les seuls équipements notables concernent le captage des eaux, avec par exemple la canalisation des Orangers qui alimente en eau potable une partie de la ville de Saint-Paul, avec la source Denise dont les eaux sont embouteillées par la société Edena et surtout avec les ouvrages du basculement des eaux, qui transfèrent une partie de l'eau des rivières des cirques de Mafate et de Salazie vers les régions sèches de l'Ouest via un réseau de plus de 30 kilomètres de galeries creusées dans la montagne. Certaines prises d'eau et canalisations sont nettement apparentes, mais après la fin des chantiers la plupart des installations ont été démontées ou enterrées et ne sont plus visibles. La régulation des flux d'eau par des vannes automatiques peut cependant amener à des lâchers qui peuvent faire augmenter soudainement le débit de la rivière et dont les promeneurs sont avertis par des panneaux de danger.